# Joan Baptista de La Salle
Joan Baptista de La Salle (Jean-Baptiste de La Salle) (30 d'abril de 1651, Reims - 7 d'abril de 1719, Saint-Yon, Rouen) va ser un important sacerdot i pedagog francès, que va consagrar la seva vida a l'educació dels més pobres i necessitats. Va ser el fundador dels Germans de les Escoles Cristianes, Institut religiós catòlic de caràcter laical dedicat a l'educació d'infants i joves. Morí el 7 d'abril de 1719 a Saint-Yon, Rouen. Va ser beatificat el 1888 i canonitzat el 24 de maig de 1900 pel papa Lleó XIII. La seva festivitat se celebra el 7 d'abril. El 15 de maig de 1950, el papa Pius XII el nomenà patró dels educadors.

## Itinerari biogràfic
Nascut en una família benestant de juristes, va ser el fill primogènit de Louis de La Salle i de Nicolle de Möet de Brouillet. El seu pare li havia preparat una carrera jurídica, però Jean-Baptiste va descobrir que la seva vocació era una altra. El 7 de gener de 1667 va esdevenir canonge de la Catedral de Reims. Va estudiar teologia a París a partir de 1670 i va ser ordenat sacerdot el 9 d'abril de 1678. Finalment, l'any 1680, va aconseguir el doctorat en teologia.
El 1679 va fundar una escola gratuïta per a nens pobres i dos anys després va acollir a un grup de mestres a casa seva. El 1683 renuncia als seus vots i el 25 de maig de 1684 funda la Congregació dels Germans de les Escoles Cristianes per tal d'anar obrint diferents escoles per als joves que vivien al carrer. El 1684 funda a Reims la que molts consideren la primera escola de mestres i quatre anys més tard obrirà les primeres escoles a París.

## Innovació pedagògica
Joan Baptista de La Salle va introduir importants innovacions en la pedagogia: la lliçó, per exemple, va deixar de ser impartida de forma individual, per tal d'impartir-la davant del grup classe; es va començar a ensenyar a llegir en francès i no pas en llatí, que és com s'havia estat fent fins al moment. Aquestes i altres novetats van revolucionar la pedagogia a França.
A Joan de La Salle també se'l va considerar un pioner en la fundació d'escoles per a la formació mestres rurals (Escoles Normals), escoles especials per a joves que havien estat condemnats per la justícia, escoles tècniques i professionals, o escoles secundàries per a l'ensenyança de llengües modernes, lletres i ciències.

## Obres pedagògiques i espirituals
Va escriure un bon nombre d'obres escolars i espirituals. Destaca la Guia de les Escoles Cristianes, un dels millors llibres de pedagogia del segle xvii i que va predominar a les escoles franceses durant molts anys. Es tracta d'un llibre col·lectiu en el qual Joan Baptista de La Salle va compilar la seva pròpia experiència pedagògica i la dels primers Germans de La Salle. També cal destacar, com a manual important, el llibre de les Regles de Cortesia i Urbanitat Cristianes, que va ser d'obligatòria lectura per als escolars. Ofereix consells per a la bona educació, molt ben adaptats als fills dels artesans i dels més pobres que anaven a escola. També va escriure sil·labaris, salteris i catecismes per a l'ús escolar.
Entre les obres de caràcter espiritual hi trobem Els deures d'un cristià, El mètode d'oració mental, Les meditacions per a diumenges i festes o Les meditacions per al temps de recés, una proposta completa que ofereix un itinerari espiritual per a mestres cristians.

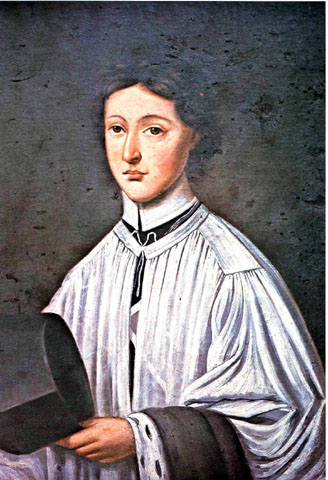
El sant jove, com a canonge
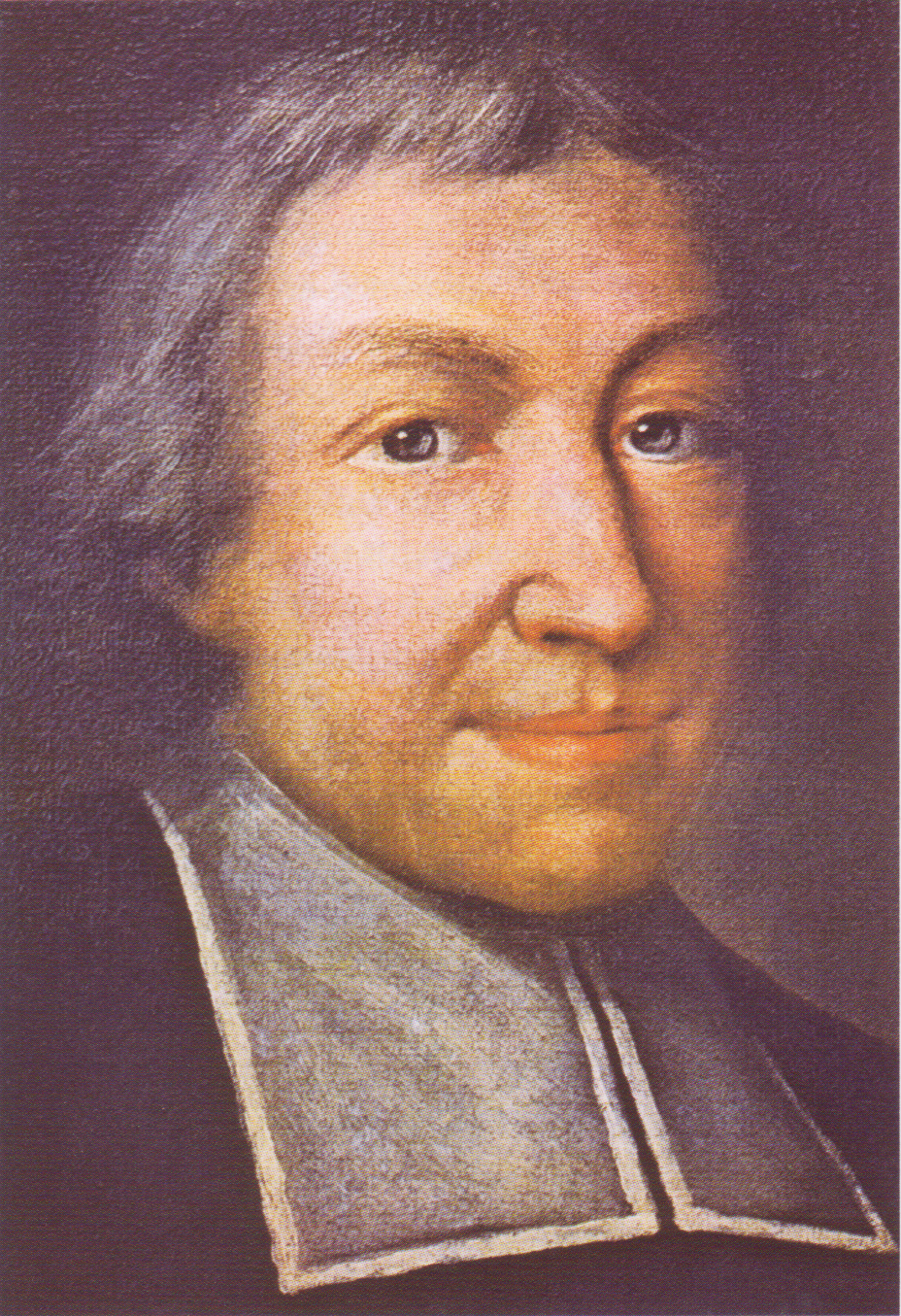
Retrat per Pierre Léger, considerat "l'oficial" per part de l'orde
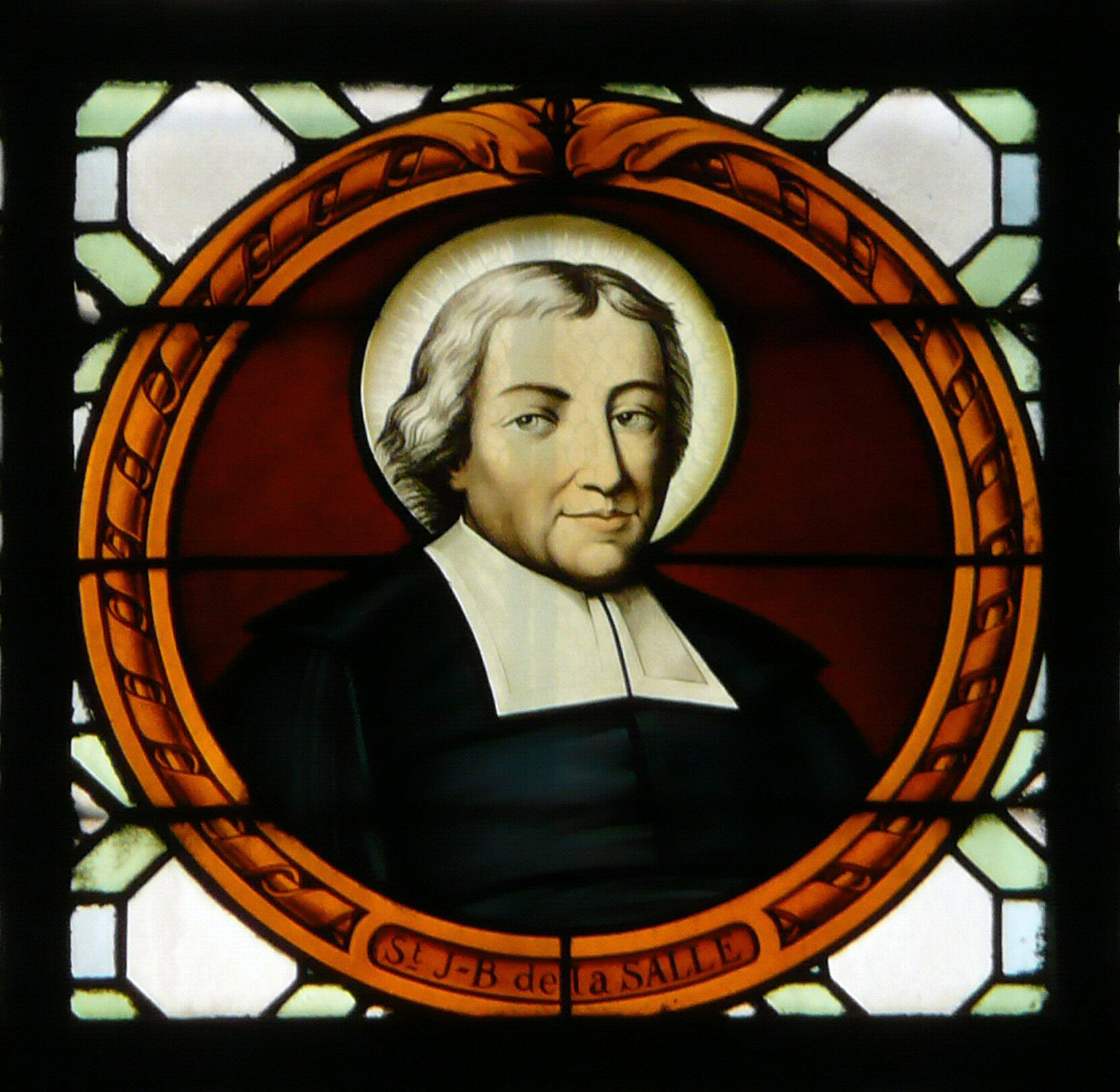
Medalló d'un vitrall (Saint-Sulpice de París)
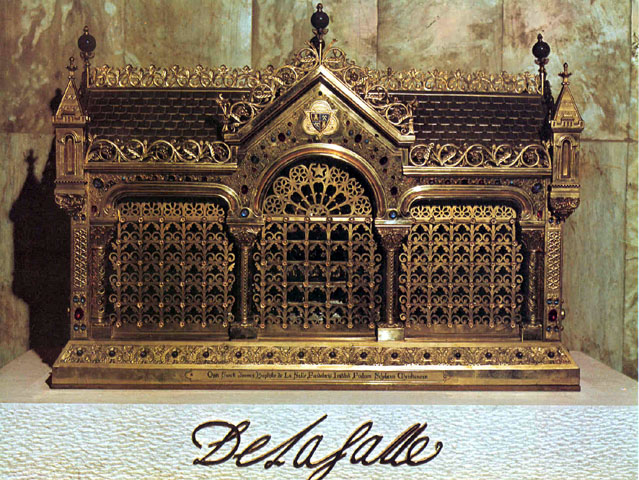
Reliquiari amb les restes del sant, a la casa general de l'orde a Roma